# دايفيد ميلر (سياسي)
دايفيد ميلر (بالإنجليزية: David Miller)‏ (و. 1958  م) هو سياسي من الولايات المتحدة، وكندا، ولد في سان فرانسيسكو، هو عضوٌ في الحزب الديمقراطي الجديد.

## مناصب
تولى منصب عمدة تورونتو ‏ (1 ديسمبر 2003–1 ديسمبر 2010)..

## التعليم
تعلم في جامعة هارفارد، وكلية الحقوق في جامعة تورنتو ‏.